# Budzyń (Dąbrowa-Bór)
Budzyń – przysiółek wsi Dąbrowa-Bór w Polsce położony w województwie lubelskim, w powiecie kraśnickim, w gminie Kraśnik.
W latach 1975–1998 przysiółek administracyjnie należał do województwa lubelskiego.